# Liri Lubonja
Liri Lubonja (* 1926 in Durrës; † 18. Oktober 2021 in Tirana) war eine albanische Autorin und Kommunistin. Nach politischen Säuberungen innerhalb der Partei der Arbeit Albaniens wurde sie 1973 als Ehefrau und Mutter politischer Gefangener in abgelegene Dörfer im Norden Albaniens verbannt.

## Leben

### Jugend
Liri Fterra wurde 1926 in der Hafenstadt Durrës geboren. Ihr Vater Ibrahim stammte aus dem Dorf Fterra bei Himara an der Albanischen Riviera, das er nach der Zerstörung des Dorfes im Ersten Weltkrieg verließ. In Durrës heiratete er Liris Mutter Hato Pogoni. Als Liris Vater 1929 starb, zog Hato ihre Kinder in Tirana alleine groß.
Liri engagierte sich als Jugendliche in der kommunistischen Jugend und verteilte 1943 Flugblätter und Hilfslieferungen für Partisanen im Umkreis Tiranas. Nach Ende der deutschen Besatzung 1944 arbeitete sie in Peshkopia, wo sie 1945 ihren Mann Todi Lubonja kennenlernte.

### Journalistin
Ab März 1945 holte Liri Lubonja in Tirana ihren Schulabschluss nach. 1950 begann sie als Redakteurin bei der Jugendzeitung „Rinia“ zu arbeiten, die später in „Zëri i Rinisë“ umbenannt wurde und mit einem literarischen Profil Erfolg hatte. 1951 wurde ihr Sohn Fatos geboren. 1954/1955 besuchte sie für ein Schuljahr die Komsomol-Hochschule in Moskau. Später arbeitete sie im Institut für Geschichtswissenschaft der Akademie der Wissenschaften. Als Teil der kommunistischen Elite lebte die Familie Lubonja in relativem Wohlstand im Regierungsviertel Blloku in Tirana.
Liris Mann Todi Lubonja wurde 1973 im Zuge parteiinterner Säuberungen von Enver Hoxha als Generaldirektor der Radio- und Fernsehanstalt entlassen und zur Arbeit in einem Baubetrieb bei Lezha versetzt, wo er im Juni 1974 verhaftet und zu 15 Jahren Gefängnis verurteilt wurde. Der älteste Sohn Fatos Lubonja wurde ebenfalls 1974 verhaftet und zu fünf Jahren Gefängnis verurteilt. Wegen einer erneuten Verurteilung während der Haft kam er erst 1991 frei.

### Verbannung
Wie im kommunistischen Albanien üblich, wurden die Familienangehörigen politischer Gefangener interniert oder in entlegene Dörfer verbannt. So musste Liri Lubonja 1973 ihre Arbeit als Wissenschaftlerin aufgeben, die Hauptstadt Tirana verlassen und mit Schwiegertochter, Enkelinnen und ihrem zweiten Sohn Agim in der Kleinstadt Lezha wohnen und in einem Lebensmittellager arbeiten. Später wurde sie in abgelegene Dörfer verbannt, wo sie zwar nicht in einem umzäunten Lager interniert wurde, sich aber täglich beim Polizeiposten melden musste und den Ort nur mit Genehmigung verlassen durfte. Ab Oktober 1982 war sie zunächst in Fishta in der Zadrima, ab Mai 1986 in Torovica/Malecaj interniert. Erst 1990 konnte sie nach Tirana zurückkehren.

### Erinnerungen
Nach dem Sturz des Regimes schrieb Liri Lubonja zwei autobiographische Bücher.
In ihren 2024 auf Deutsch erschienenen Erinnerungen „Abseits unter Menschen. Verbannt in Albanien 1973–1990“ beschreibt Liri Lubonja vielfältige Facetten des Alltags im sozialistischen Albanien als Frau, als Intellektuelle, als Verstoßene. Anschaulich schildert sie ihr Leben abseits der Stadt, der ihr nahestehenden Menschen, zugleich aber unter den Menschen, den Nachbarinnen, den Bäuerinnen, den Arbeitern, den Funktionären. Ihre Porträts und Situationsbeschreibungen analysieren die bedrückenden Mechanismen von Überwachung und Sippenhaft, den Kampf um Selbstachtung und Familienzusammenhalt, aber auch die noch immer bestehenden Klassenunterschiede im ländlichen Albanien. Das Buch erschien auf Albanisch zuerst 1995 in Tirana, 2021 dann in Prishtina.
Liri Lubonjas zweites Buch „Kohë të reja – kujtime të vjetra“ („Neue Zeiten – alte Erinnerungen“) über den Befreiungskampf und die Zeit nach 1990 liegt nur auf Albanisch vor.
Am 18. Oktober 2021 starb Liri Lubonja im Alter von 95 Jahren in Tirana.

## Werke
- Liri Lubonja: Abseits unter Menschen. Verbannt in Albanien 1973-1990. Metropol, Berlin 2024, ISBN 978-3-86331-738-6 (albanisch: Larg dhe mes njerëzve: kujtime internimi 1973-1990. Übersetzt von Cord Pagenstecher).
- Liri Lubonja: Kohë të reja – kujtime të vjetra. Barleti, Tirana 2015 (albanisch).